# Antoine Le Roux de Lincy
Pour les articles homonymes, voir Le Roux.
Antoine Le Roux de Lincy, né le 22 août 1806 à Paris, où il est mort le 13 mai 1869, était un bibliothécaire et historien français.

## Biographie
Nommé élève de l’École royale des chartes en 1831, il y obtient le diplôme d'archiviste paléographe en 1832.
Il entre à la bibliothèque de l'Arsenal le 25 mars 1851 et en est nommé conservateur honoraire le 9 mai 1853.
Il est également secrétaire de la Société des bibliophiles français.
Il laissa de nombreux ouvrages relatifs à la poésie et à l'histoire de la ville de Paris.

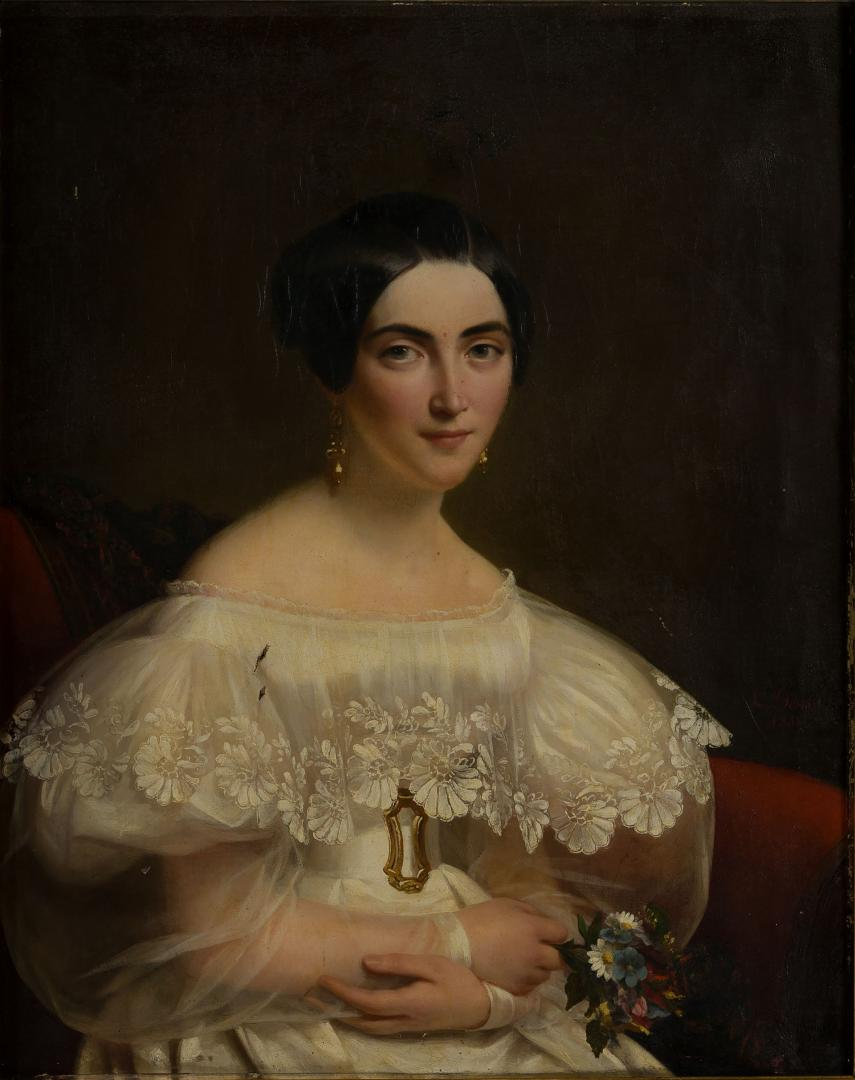
Louise Adélaïde Desnos, Portrait d'Emma Destailleur, 1831 (Paris, musée Carnavalet)

Il épouse en 1830 Emma Destailleur (1807-1879), artiste peintre qui exposa au Salon de 1839 à 1853, fille de l'architecte François-Hippolyte Destailleur. Il rédige une notice nécrologique de ce dernier dans le Moniteur Universel du 22 février 1852.

## Ouvrages
- Recueil de farces, moralités et sermons joyeux, publié d'après le manuscrit de la Bibliothèque royale, 1831-1838.
- Robert d'Artois, 1832.
- Essai historique et littéraire sur l'abbaye de Fécamp, Édouard Frère éditeur, Rouen, 1840 (consulter en ligne).
- Le Livre des proverbes français, 1842.
- Recueil de chants historiques français depuis le XIIe jusqu'au XVIIIe, 1841 et 1842 (Paris, Librairie de Charles Gosselin)
- Catalogue de la bibliothèque des ducs de Bourbon en 1507 et en 1523, 1850.
- Appendice et tables du Catalogue des estampes historiques, 1856.
- Vie de la reine Anne de Bretagne, femme des rois de France Charles VIII et Louis XII, 1860